# 65 536 (nombre)
Le nombre 65 536 est égal à la seizième puissance entière de 2 :
65 536 = 216.
Il est également égal à 2↑↑4 :
2↑↑4 = 2222 = 224 = 216

## En informatique
Un ordinateur équipé d'un processeur avec un adressage mémoire 16-bits ne peut pas gérer plus de 65 536 octets (64 Kio) d'adresses mémoire.